# 아미타브 바찬

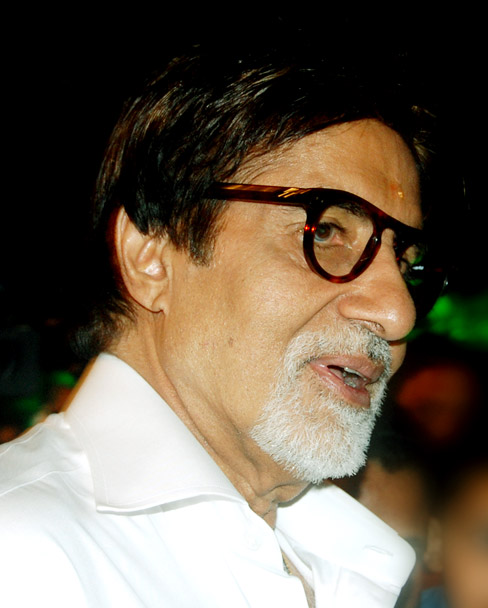
아미타브 바찬

아미타브 바찬(영어: Amitabh Bachchan, 힌디어: अमिताभ बच्चन, 문화어: 아미따브흐 바챤, 1942년 10월 11일 ~ )은 인도의 영화 배우이자 프로듀서이다. 그는 1970년대 초에 볼리우드 영화의 "어린데 화난 사람"(angry young man)으로 유명세를 탔으며 그 뒤로 인도 영화 사상 가장 저명한 인물 가운데 하나가 되었다.
영화 활동뿐 아니라 그는 가수, 영화 프로듀서, TV 뉴스 캐스터로도 활동하였으며 1984년부터 1987년까지 인도 의회의 의원으로 선출되기도 했다.

## 출연
- 2005년 - 왁뜨 (Waqt)
- 2005년 - 번티 오르 바블리 (Bunty Aur Babli)
- 2005년 - 블랙 (Black)
- 2001년 - 까삐꾸씨 까삐깜 (Kabhi Khushi Kabhie Gham...)

## 제작
- 2005년 - 비루드 (Viruddh)